# حسن کاشانیان
حسن کاشانیان از سیاستمداران ایرانی بود، که در دوره‌  دوره‌های  هجدهم  بعنوان نماینده تهران در مجلس شورای ملی حضور داشت.

او یکی از اعضای هیئت‌مدیره  اتاق بازرگانی تهران بود که چندین دوره در سمت منشی  اتاق بازرگانی تهران فعالیت کرد. 